# 코르셋

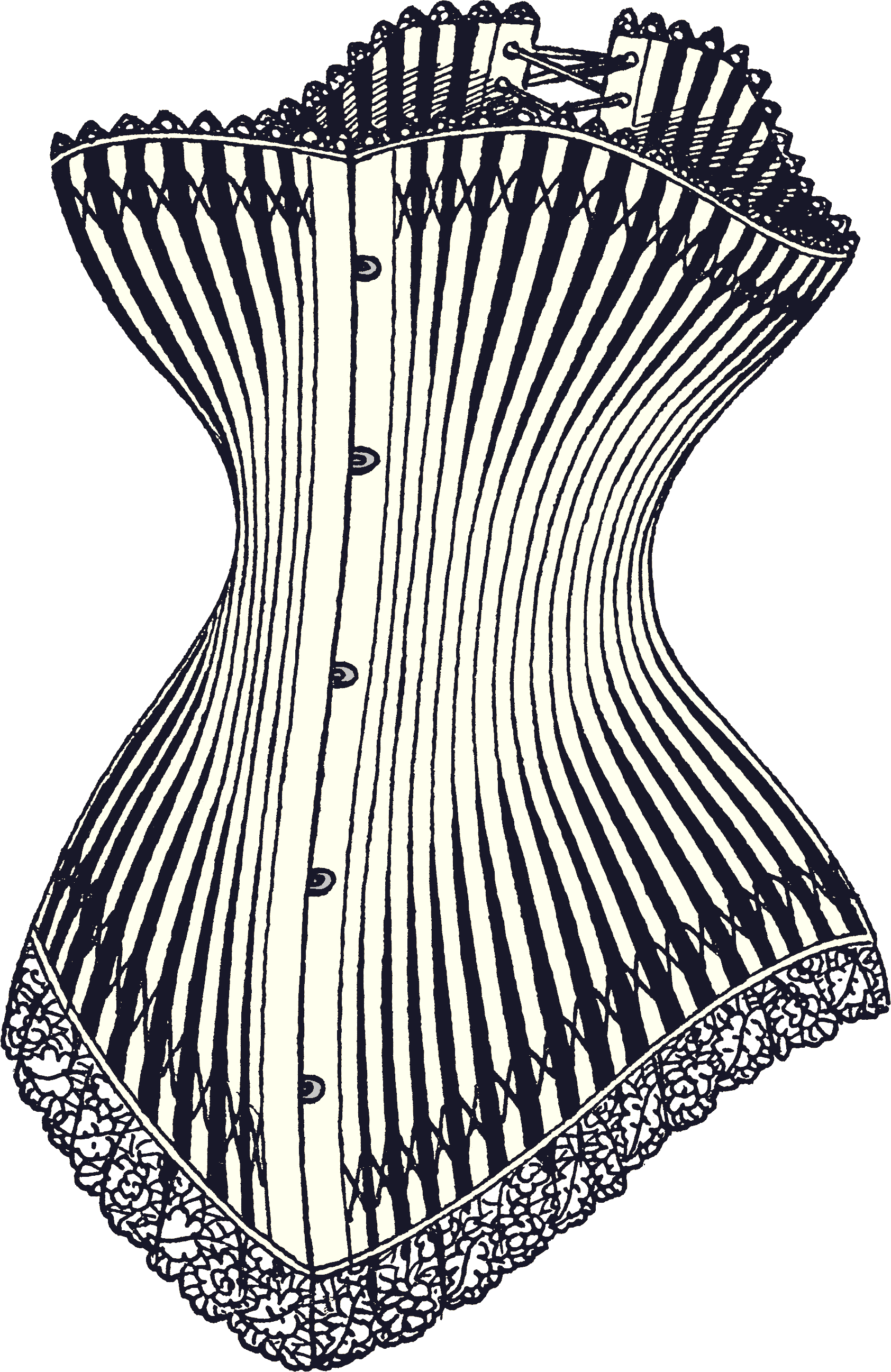
1878년의 코르셋

코르셋(프랑스어: corset)은 미적 목적이나 의학적 목적을 위해 몸통을 원하는 모양으로 만들기 위해 입는 옷이다. 여성의 몸매 보정 속옷이라는 의미로 코르셋이라는 용어가 널리 쓰이게 된 것은 19세기다. 그 이전에는 이와 같은 종류의 속옷을 ‘여성복의 몸통 부분’이나 ‘보디스’ 혹은 ‘스테이즈(영어: Stays)’라고 불렸다. 현대에는 의료용으로 사용되거나 취미를 목적으로 착용된다.

## 어원
코르셋(프랑스어: corset)이라는 단어는 corps라는 고대 프랑스 단어로부터 유래했다. corps란 몸을 가리키는 단어다.

## 역사

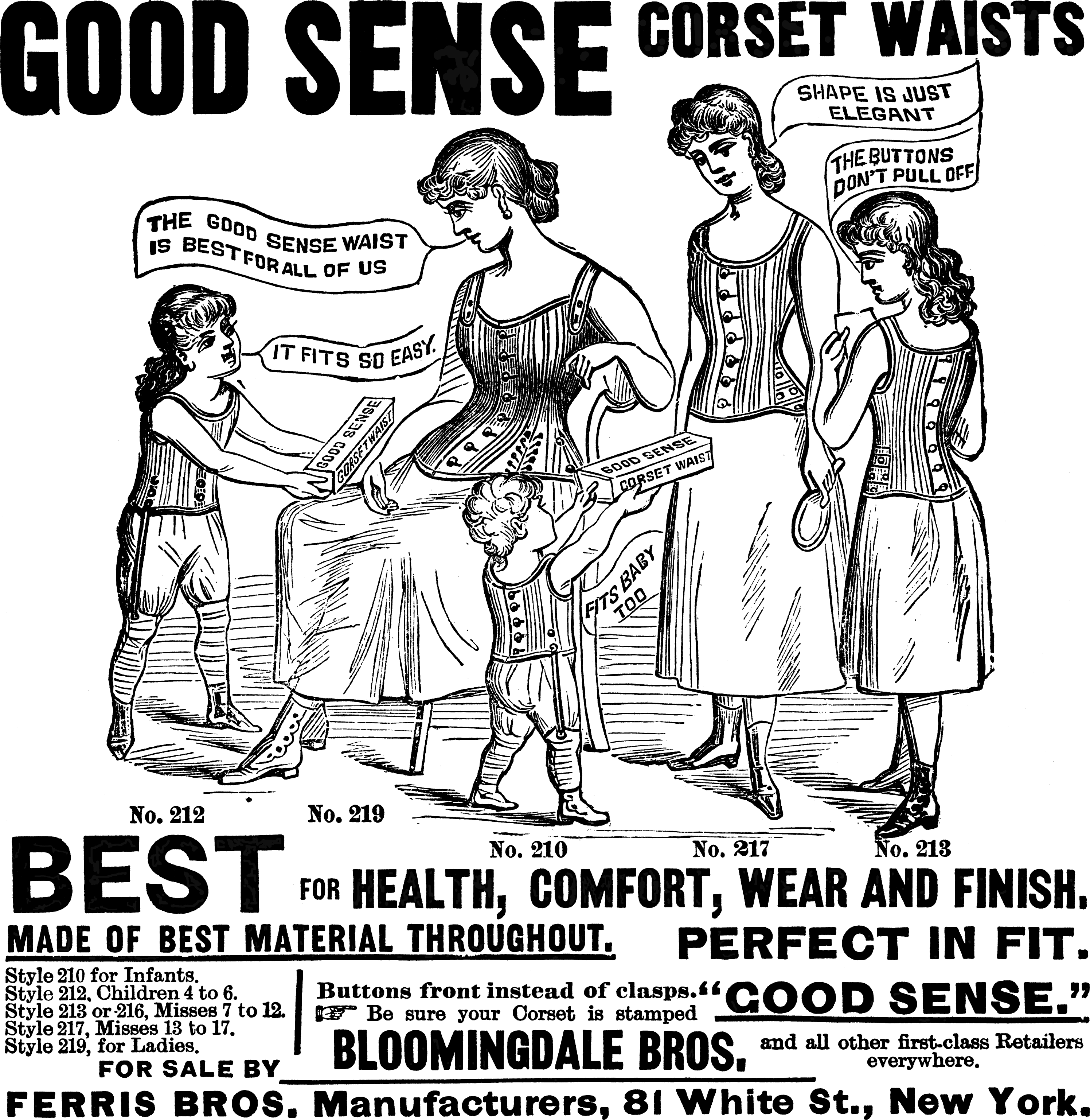
1886년의 코르셋 광고

이전에도 코르셋과 비슷한 속옷을 착용하곤 했으나, 코르셋이란 용어 자체는 19세기에 정착되었다. 보통 여성들이 사용하는 속옷이라고 알려져 있으나, 원래는 남자들 역시 역삼각형 몸매를 위해 착용하던 속옷이었다. 그러나 시간이 지나면서 여성의 속옷으로 변하였다. 코르셋을 착용하면 골격을 변화시키고 내장을 손상시킬 수 있다는 게 밝혀졌으나 여성은 이를 계속 사용해 왔다.
1900년대에 폴 푸아레와 1910년대에 코코 샤넬이 등장하면서 달라졌다. 폴 푸아레는 입체 재단의 원리를 적용해 옷에 딱 맞는 옷을 디자인하였고 코코 샤넬은 긴 치마를 무릎까지 짧게 하고 루즈핏에 활동하기 편한 져지재질을 유행시켜 여성에게 활동 하기 편하도록 디자인했다.
게다가 속옷인 브래지어의 등장은 여성에게 코르셋에서 완전히 해방시키게 됐다. 현재 보편적인 여성 속옷에선 물러났지만, 의료용이나 특수한 미의 목적으로 코르셋을 사는 사람도 있다. 의료용으로는 척추측만증이나 복부 외상을 당한 환자에게 자주 쓰인다.

## 사용

### 미용
2부분으로 되어 있어 이것을 앞뒤에서 끈으로 졸라매는 형식의 것이었다. 르네상스부터 여성들 사이에 애용되었지만 20세기 초반 폴 푸아레의 그리스 스타일 도입을 시작으로 점차 사용되지 않게 되었다. 그런 대전 이후 크리스찬 디올의 '뉴 룩'이 유행하여 다시 얼마간 코르셋이 사용된적 있었다.

### 치료
척추측만증이나 복부 외상이 있는 경우 치료를 위해 사용된다.

## 현대
현대에는 기성품 코르셋이 생산되고 있다. 하지만 코르셋 메이커가 만드는 맞춤 코르셋도 제작된다. 현대의 여자 파운데이션 속옷의 한 분류인 콜셋(영어: Corselet)도 일종의 코르셋이다.

## 파생된 의미
대한민국의 여성주의(페미니즘) 계열에서는 '짙은 화장과 같이 사회가 여성에게만 강요하는 엄격한 외모 잣대와 억압'을 코르셋이라고 불렀으며, 여기에서 벗어나자는 탈코르셋 운동을 주도했다.

## 같이 보기
- 디른들
- 보디스
- 코르셋 논쟁